# Den listige bonden

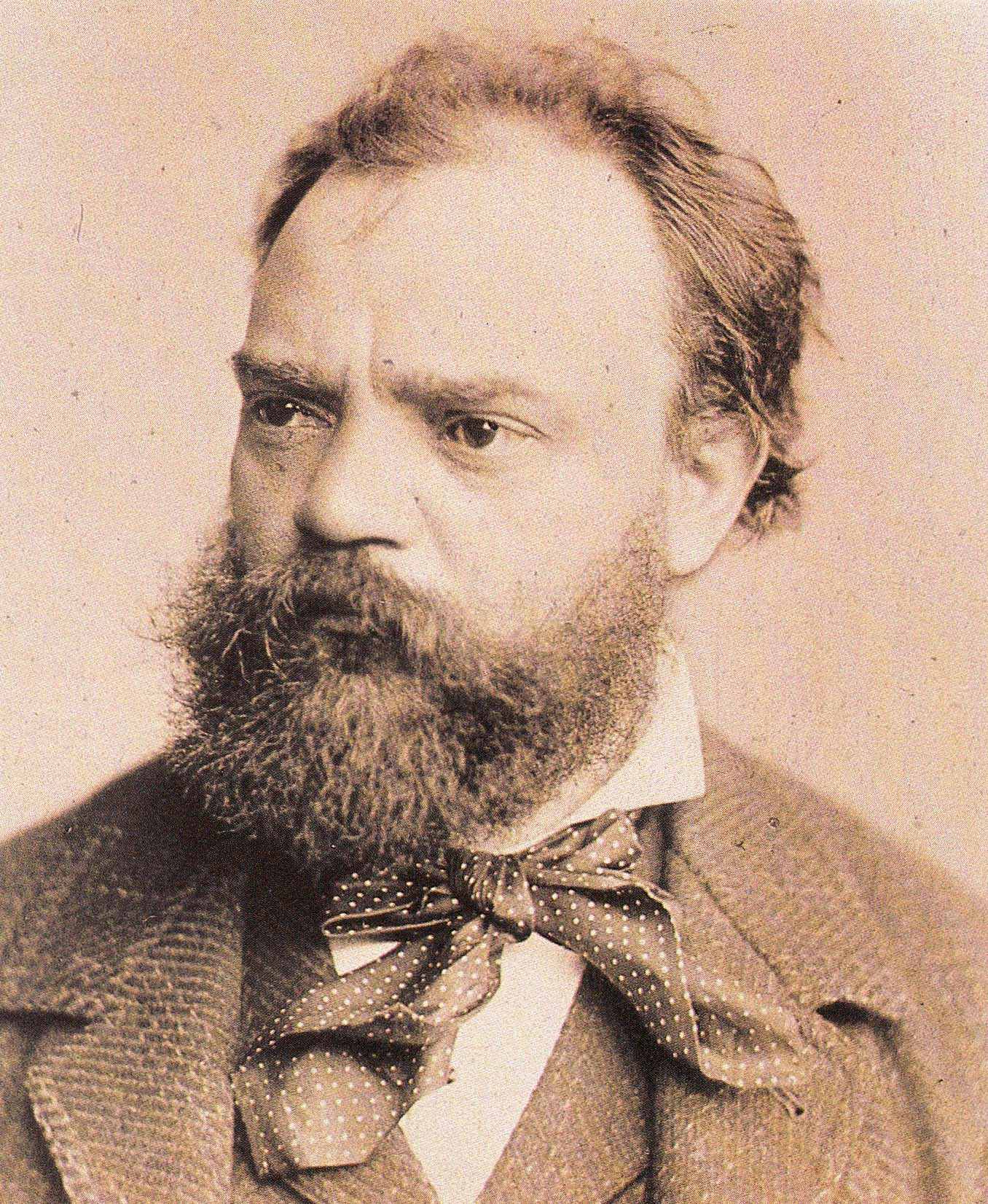
Antonín Dvořák

Den listige bonden (tjeckiska: Šelma sedlák) är en komisk opera i fem akter med musik av Antonín Dvořák och libretto av Josef Otakar Veselý.

## Historia
Den listige bonden var Dvořáks först opera som spelades utomlands (Dresden 1882) och den är komponerade med osedvanlig tillförsikt och iver. Dvořáks skicklighet att teckna de mindre rollerna är tydlig och skulle visa sig användbar i hans senare operor. Floran av tjeckiska folkdanser i musiken särskiljer verket från tidigare influenser såsom Albert Lortzings operor. Operan hade premiär den 27 januari 1878 på Provisoriska teatern i Prag. Från premiären 1878 till Provisoriska teaterns stängning 1883 var Den listige bonden den mest spelade tjeckiska komiska opera bortsett från Brudköpet. Dess popularitet minskade endast i och med premiären av Jakobinen 1887.

## Personer
- Prinsen (baryton)
- Prinsessan (sopran)
- Jean, prinsens betjänt (tenor)
- Berta, prinsessans kammarjungfru (sopran)
- Jeník, en fattig pojke (tenor)
- Martin, en rik bonde (bas)
- Bětuška, hans dotter (sopran)
- Václav, en rik bondson (tenor)
- Veruna, (kontraalt)

## Handling
Bětuška älskar den fattige gossen Jeník men fadern vill att hon ska gifta sig med den rike bonden Martin. Hon uppvaktas även av prinsen och dennes betjänt. I slutet förenas prinsen med sin prinsessa och Bětuška får tillåtelse att gifta sig med Jeník.